# Gabrielle Bossis
Gabrielle Bossis (Nantes, 1874. február 26. – Párizs, 1950. június 9.) francia színműíró, előadóművész, egyházi író, misztikus, laikus nővér.

## Élete
Jómódú francia család utolsó, negyedik gyermekeként, elmélyült vallási életet élve nőtt fel. Gyóntatója, egy ferences atya, zárdába akarja irányítani, ő azonban ellenállt, nem érzett hivatást erre. Ennek következtében húsz és huszonnégy éves kora között sokat vívódott. Megtanulta mindazt, amit a korban a lányok tanultak: hímzést, festést, színezést, zenét, sőt szobrászatot is. Ennek révén egyházi ruhákat készített a missziónak. Megszerezte az ápolónői oklevelet, és az első világháborúban négy éven át előbb tartománya kórházaiban, majd Verdunnél is dolgozott.
1923-ban Le Fresne-sur-Loire plébánosa fölvetette neki, hogy írjon egy színdarabot, amit előadathat. E színdarabban maga is fellépett. Ezzel megkezdődött színműírói és a színészi karrierje – és ezzel együtt vándorélete is. Először a környező plébániákat járta be darabjaival, azután egész Franciaországot, majd hamarosan a külföldet is: Belgiumot, Olaszországot, sőt Marokkót, Palesztinát, Kanadát. Kanadai útjáról útinaplót vezetett, amely kitűnő megfigyelőképességét, festői leíró készségét bizonyította. Édesanyja, nővére elvesztése után egyedül maradt.
Kanadai útján, 1936-ban, Krisztus Király ünnepén, a montréali Notre-Dame-templomban teljesen istennek szentelte magát. Ezen az úton hallotta először tudatosan a belső hangot, Jézus szavait, melyek egész további életén végigkísérték. Tíz vastag füzetbe jegyezte fel Jézus szavait. Gabrielle mindezek ellenére mindvégig megőrizte egyszerűségét, közvetlenségét. Falujának lelki vezetője, mindenkori plébánosa maradt. 1949-ben csomót vett észre a mellén, megoperálták, s bár készen állt a halálra, mégis néhány nap alatt rendbe jött, és folytatta sokféle tevékenységét. 1950 februárjában Párizsban járt, ám a tünetek ismét jelentkeztek. Május 10-én felvette az utolsó kenetet.

## Művei
Az Ő és én (Lui et moi) első kötete még életében – álnéven – jelent meg, és 19 év alatt 50 kiadást ért meg. Még hat kis kötet követte ezt, jóllehet, ő maga nem is gondolta, hogy belső, intim, személyes följegyzései nyilvánosság elé kerülnek. Nem kívánt „hatni”, nem akart semmiféle „üzenetet” átadni. Jegyzeteit nem terjesztették fel hivatalos jóváhagyásra Rómába. Természetesen az egyes köteteken ott van az egyházmegyei jóváhagyás, mindez azonban még csak az „igazhitűséget”, nem a természetfölötti eredetet szavatolta.

## Magyarul
- Ő meg én. Lelki beszélgetések. Bossis Gabriella naplója, 1-2.; átdolg., sajtó alá rend. Máté János;  Eola, Bécs, 1986
- Ő meg én. Lelki beszélgetések. Bossis Gabriella naplója, 1-2.; sajtó alá rend. Máriás Lajos, ford. Velősy Edit M. Gustava; Ecclesia, Bp., 1989

## Jelszavak az évre
1936 után Gabriella minden év elején kapott egy jelszót.
- 1937: Tisztán és egyszerűen.
- 1938: Ebben az évben testvéreim személyében fogsz szeretni Engem. Tedd nekik azt, amit Nekem szeretnél tenni.
- 1939: Ebben az évben kérni fogod dicsőségemet, Országomat. Azután meg figyelsz a kis dolgokra, kis hiúságokra, kis túlzásokra: ezek nagy győzelmek lesznek.
- 1940: Imádkozni. – Egy. (Ti. egy legyen Istenével.)
- 1941: Higgy a Szeretetben.
- 1942: Költözz Belém életedben. Akkor Belém fogsz tudni költözni halálodban.
- 1943: Szívünkben. Te az Enyémben tartózkodol. És Én a tiedben leszek.
- 1944: Remélj Bennem.
- 1945: Bizalom. Bontakozzál ki Bennem.
- 1946: Hűség, hogy megvigasztald Krisztusod Szívét.
- 1947: Folytasd. Tedd a Jót.
- 1948: Egészen közel.
- 1949: Szolgálni. – Találd örömödet Isten szolgálatában, a felebarát szolgálatában.
- 1950: Reménység Istenedben; eszeveszett reménység.